# Stelvio
Stelvio (em alemão Stilfs) é uma comuna italiana da região do Trentino-Alto Ádige, província de Bolzano, com cerca de 1.307 habitantes. Estende-se por uma área de 140 km², tendo uma densidade populacional de 9 hab/km². Faz fronteira com Bormio (SO), Lasa, Martello, Prato allo Stelvio, Tubre, Valfurva (SO).

## Línguas
De acordo com o censo de 2011, 98,46% da população é de língua materna alemã e apenas 1,54% são italófonos.

## Demografia
| Variação demográfica do município entre 1861 e 2011                               |
|                                                                                   |
| Fonte: Istituto Nazionale di Statistica (ISTAT) - Elaboração gráfica da Wikipedia |